# کوراچواتس
کوراچواتس (به صربی: Koraćevac) یک منطقهٔ مسکونی در صربستان است که در لسکواس واقع شده‌است. کوراچواتس ۱۹۲ نفر جمعیت دارد.